# Ashagy Oksyuzlyu
Ashagy Oksyuzlyu är en ort i Azerbajdzjan.   Den ligger i distriktet Tovuz Rayonu, i den västra delen av landet, 400 kilometer väster om huvudstaden Baku. Ashagy Oksyuzlyu ligger 508 meter över havet och antalet invånare är 6 398.
Terrängen runt Ashagy Oksyuzlyu är kuperad åt sydväst, men åt nordost är den platt. Runt Ashagy Oksyuzlyu är det ganska tätbefolkat, med 78 invånare per kvadratkilometer.. Närmaste större samhälle är Qovlar, 12,3 kilometer öster om Ashagy Oksyuzlyu.
Trakten runt Ashagy Oksyuzlyu består till största delen av jordbruksmark.